# Kheneg Mayoum
Kheneg Mayoum (în arabă خنق مايوم) este o comună din provincia Skikda, Algeria.
Populația comunei este de 4.587 de locuitori (2008).